# Korketrekkeren
Le Korketrekkeren est un parcours de bobsleigh utilisé pour les Jeux olympiques d'hiver de 1952 à Oslo. Le parcours olympique a été installé sur la montagne Frognerseter, où une piste de luge existe déjà depuis les années 1880. Ayant coûté 615 000 couronnes norvégiennes, il a une longueur de 1507,5 mètres. De nos jours, Korketrekkeren est un site populaire pour la luge.

## Histoire

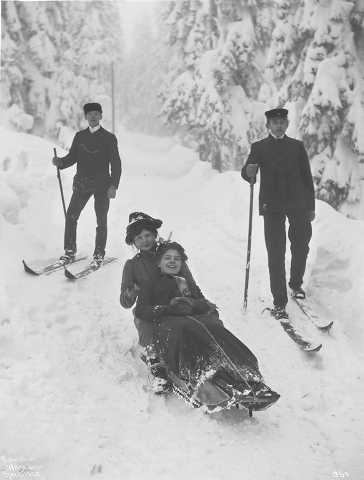
Luge et ski en 1903.

Korketrekkeren est à l'origine une partie de Frognerseterveien, une route qui mène à Frognerseteren. La piste est terminée en 1867 sous les ordres de Thomas Johannessen Heftye, qui avait acheté des forêts dans cette zone. La section qui va de Svendstuen à Frognerseteren devient peu à peu connue sous le nom de Korktrekkeren. l'entreprise Holmen- og Voksenkollselskapet est fondée en 1888 et y entreprend plusieurs investissements, dont la construction de routes, de pistes de ski, de pistes naturelles de luge et une chapelle. La propriété est donnée à la municipalité de Kristiania (aujourd'hui Oslo) en 1894. La luge devient un sport populaire dans les années 1880 et Holmen- og Voksenkollselskapet loue des luges qui peuvent être utilisées sur les routes et les pistes indiquées après 19 heures les soirs de clair de lune.
Norsk Vinterturistforening est fondé en 1899 pour encourager les touristes anglais à visiter Oslo, notamment en construisant des pistes de luge. Un comité est fondé en 1904 pour étudier la possibilité d'une nouvelle piste de luge dans la région de Holmenkollen. Il propose de construire deux pistes, une de Voksenkollveien à Peisestuen et une de Peisestuen à Midtstuen, et de rénover Korketrekkeren pour augmenter la sécurité. les investissements sont de 7 000 couronnes norvégiennes et les frais d'exploitation sont estimés à 2 000 couronnes. La ligne de train de Holmenkollen, ouverte en 1898, est agrandie jusqu'à Frogneseteren en 1916. Holmenkolbanen commence à louer des luges qui peuvent être rendues à la plupart des stations de train. Pour économiser le billet du retour, beaucoup de gens continuent leur parcours de luge jusqu'à Majorstuen.
À l'époque, le bobsleigh n'est pas populaire en Norvège. Le pays n'a pas envoyé d'équipes aux Jeux olympiques avant 1948 et il n'y avait aucune piste en Norvège jusqu'à ce qu'Oslo reçoive l'organisation des Jeux olympiques d'hiver de 1952. Deux ingénieurs civils suisses, Heinz Cattani et Emil Ingold, sont les principaux consultants techniques pour le développement du site. Le terrain raide rend la construction très chère et le comité d'organisation décide de construire une piste temporaire, sans béton permanent. Une nouvelle piste est construite chaque année avec de la neige.

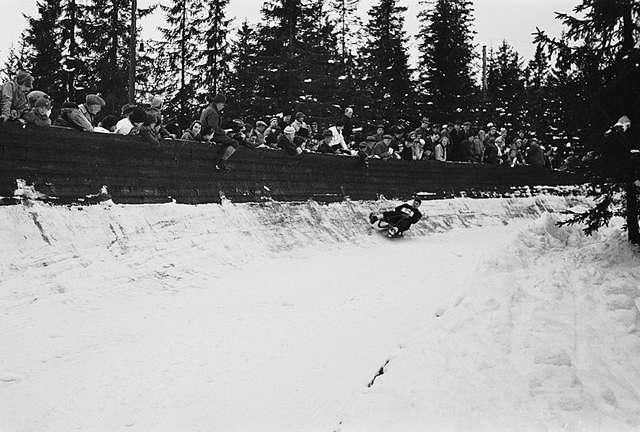
Les Championnats d'Europe de luge 1937.

Le parcours est construit sous la supervision de Sigurd Lund et Carl Venderboe en 1949 et 1950 et corrigé par la suite par Cattani. La seule installation permanente est une conduite d'eau qui suit la piste et qui utilise Øvresetertjern comme source d'eau. L'ingénieur suisse Luigi Angelini est demandé pour superviser la construction des courbes qui coûte 615 000 couronnes norvégiennes. La piste est construite pour la première fois pour l'entraînement en 1951 et pour la deuxième fois en 1952 pour les Jeux olympiques.
Plusieurs personnes proposent que la Norvège construisent une piste permanente à Korketrekkeren. Le débat se termine dans les années 1990 avec la sélection de Lillehammer pour accueillir les Jeux olympiques d'hiver de 1994 et la construction de la piste d'Hunderfossen. En 2007, deux sérieux accidents ont lieu à Korketrekkeren et la piste est fermée par la police. La municipalité font ensuite une rénovation, retirant des poteaux et rembourrant les angles dangereux.

## Piste olympique

Carte de la piste olympique de bobsleigh.

La piste olympique part de la montagne Frogneseter, à une altitude de 429,2 mètres. Elle descend de 124,35 mètres, la ligne d'arrivée étant située à 304,85 mètres d'altitude. La piste a une pente inclinée à 8,6 % en moyenne qui varie de 3,67 à 13,86 %. Elle a une longueur de 1507,5 mètres et 13 courbes d'un rayon de 14 à 50 mètres. Une forte montée se trouve après la ligne d'arrivée. Trois cabines pour les chronométreurs sont situées le long du parcours : une au départ, une au milieu et une à l'arrivée. Un garage pour les bobs est également situé au sommet de la colline. Les bobs sont transportés avec une voiture 4 × 4. Cinquante lignes de téléphone permettent de communiquer pour suivre la compétition et l'état du parcours.
Le tableau suivant liste les virages, leur nom et leur rayon,.
| Virage | Name               | Rayon |
| ------ | ------------------ | ----- |
| 1      | Ole Lukkøye        | 14 m  |
| 2      | Sigurd Lundekurven | 14 m  |
| 3      | —                  | 20 m  |
| 4      | —                  | 20 m  |
| 5      | —                  | 50 m  |
| 6      | Cattanikurven      | 25 m  |
| 7      | Syvern             | 45 m  |
| 8      | Vendelboekurven    | 22 m  |
| 9      | Veggen             | 20 m  |
| 10     | —                  | 50 m  |
| 11     | Snipp              | 35 m  |
| 12     | Snapp              | 50 m  |
| 13     | Snute              | 40 m  |

## Compétitions
Korketrekkeren accueille les sixièmes Championnats d'Europe de luge, qui sont les seuls de l'histoire à avoir été organisés en Norvège, en 1937. Les deux épreuves de bobsleigh aux Jeux olympiques de 1952 y sont également disputées. La piste accueille les premiers Championnats du monde en 1955. Ce sont également les seuls disputés en Norvège.